# کاتسپرووو
کاتسپرووو (به لهستانی:  Kacprowo) یک روستا در لهستان است که در گمینا گرایوو واقع شده‌است.